# Якунина, Анна Александровна
А́нна Алекса́ндровна Яку́нина (род. 9 октября 1968, Москва, РСФСР, СССР) — российская актриса театра и кино, народная артистка Российской Федерации (2022).

## Биография
Анна Якунина родилась 9 октября 1968 года в Москве, в творческой семье. Отец — Александр Якунин (скончался в 2011 году), окончил режиссёрский факультет ГИТИСа имени А. В. Луначарского по специальности «Режиссура драмы» (курс Юрия Завадского) в 1975 году, был актёром Государственного академического театра имени Моссовета, затем работал театральным режиссёром и художником, ставил и оформлял спектакли. Мать — Ольга Владимировна Великанова (род. 1946), актриса, окончила режиссёрский факультет ГИТИСа имени А. В. Луначарского по специальности «Режиссура драмы» (курс Марии Осиповны Кнебель) в 1972 году, режиссёр Московского драматического театра имени К. С. Станиславского (ныне — Электротеатр Станиславский) (с 1973 года по настоящее время). Родители поженились, будучи студентами, а разошлись через год после появления Анны на свет. Воспитанием девочки занимались три женщины: мама, бабушка Ляля (Елена) и тётя Таня.
Семья мечтала, чтобы Анна стала балериной, поэтому после окончания восьмого класса средней школы в 1983 году она попыталась поступить в Московское хореографическое училище, но, несмотря на сложный номер на музыку из фортепьянного цикла «Времена года» П. И. Чайковского, подготовленный родной тётей Таней, балериной и выпускницей этого училища, провалилась. По завершении экзаменов, член приёмной комиссии Софья Головкина вышла и сказала Татьяне Владимировне: «Очень хорошая девочка, ей надо поступать в театральный». Однако, желание мамы выучить дочь на балерину перевесило, и она повезла Анну в Ленинград, где та поступила в Ленинградское академическое хореографическое училище имени А. Я. Вагановой, проучилась почти четыре года, но, не окончив его, вернулась в Москву.
В Москве окончила «Школу-студию при Государственном академическом ансамбле народного танца под руководством Игоря Моисеева».
В 1986 году поступила на режиссёрский факультет Российского института театрального искусства — ГИТИСа по специальности «Актёрское искусство» (руководитель курса — Борис Гаврилович Голубовский, народный артист РСФСР), который окончила в 1990 году.
Тринадцать лет, с 1990 по 2003 годы, прослужила в Российском государственном театре «Сатирикон» имени Аркадия Райкина в Москве под руководством Константина Райкина.
В 2003 году по приглашению художественного руководителя Марка Анатольевича Захарова принята в труппу Московского государственного театра «Ленком», где служит по настоящее время.

### Семья
Бабушка — Елена Алексеевна Дмитриева (1922—2014), актриса, играла в Московском драматическом театре на Малой Бронной. Дед — Михаил Юльевич Хейн, работал в театре.
Отец — Александр П. Якунин (скончался в 2011 году), окончил режиссёрский факультет ГИТИСа имени А. В. Луначарского по специальности «Режиссура драмы» (курс Юрия Завадского) в 1975 году, был актёром Государственного академического театра имени Моссовета, затем работал театральным режиссёром и художником, ставил и оформлял спектакли.
Мать — Ольга Владимировна Великанова (род. 1946), актриса, окончила режиссёрский факультет ГИТИСа имени А. В. Луначарского по специальности «Режиссура драмы» (курс Марии Осиповны Кнебель) в 1972 году, режиссёр Московского драматического театра имени К. С. Станиславского (ныне — Электротеатр Станиславский) (с 1973 года по настоящее время).
Тётя — Татьяна Владимировна Великанова, балерина Большого театра.
Первый муж — Сергей Рональдович Стегайлов (род. 24 июня 1964), актёр, однокурсник Анны по ГИТИСу. Дочь — Анастасия Якунина (род. 26 июня 1989), художник-постановщик, дизайнер. После развода родителей воспитывалась матерью и отчимом Алексеем.
Второй муж — Алексей Свирид, инженер, имеет авиационно-техническое образование. Поженились в 1996 году. Дочь — Мария (род. 1996). В июне 2019 года окончила с красным дипломом ВГИК.

## Творчество

### Работы в театре

#### Российский государственный театр «Сатирикон» имени Аркадия Райкина(Москва)
- «Голый король» — Гувернантка
- «Багдадский вор» — Цунами
- «Такие свободные бабочки» — Джил
- «Сирано де Бержерак» — Лиза
- «Кьоджинские перепалки» — Орсетта
- «Шантеклер» — Белая курочка

#### Московский государственный театр Ленком Марка Захарова
- «Мистификация» — Коробочка, Манилова
- «Укрощение укротителей» — Бьянка
- «Безумный день, или Женитьба Фигаро», П. Бомарше. Посвящается Андрею Миронову — Марселина
- 2004 — «Ва-банк», сцены из комедии Александра Островского «Последняя жертва» (постановка — Марк Захаров; премьера — 10 ноября 2004 года) — Глафира Фирсовна, тётка Юлии Павловны Тугиной, пожилая небогатая женщина[11]
- 2004 — «Tout payé, или Всё оплачено», Ив Жамиак. Комедия в двух актах, перевод Е. Бабенко, реж. Эльмо Нюганен — Элеонора
- 2005 — «Пролетая над гнездом кукушки (Затмение)», сценическая фантазия по мотивам романа Кена Кизи «Над кукушкиным гнездом», реж. Александр Морфов — Речид
- 2008 — «Визит дамы» Ф.Дюрренматт, сценическая фантазия Александра Морфова на темы одноимённой трагикомедии, реж. Александр Морфов — Клара Цаханассьян
- 2020 — «Вечный обманщик», сценическая фантазия по мотивам произведений Ж.-Б. Мольера, реж. Дайнюс Казлаускас — Дорина, горничная Марианы
- 2022 — «Последний поезд», музыкальный трагифарс, сценическая версия Сергея Плотова по роману Вины Дельмар «Дорогу завтрашнему дню», реж. Антон Яковлев — Люси Купер
- 2023 — «Бег», по одноименной пьесе М. А. Булгакова, реж. А. Лазарев — Люська, походная жена генерала Чарноты
- 2024 — «Ленкомовский дворик». 35 лет спустя…, музыкально-поэтический вечер «Назначь мне свидание!» (28.06.2024) совместно с Максимом Авериным
- 2024 — «Гамлет», по пьесе Уильяма Шекспира, реж. Антон Яковлев — Гертруда
- 2025 — «Женитьба», по пьесе Н. В. Гоголя, постановка Марка Захарова, реж. Алексей Молостов — Фёкла Ивановна

#### Антрепризы
- 2008 — «Театр по правилам и без» М. Фрейн, Независимый театральный проект — Флавия-Белинда
- 2010 — «Девочки из календаря[англ.]»[12] по пьесе Тима Фёрта[англ.], Независимый театральный проект — Силия
- 2014 — «История любви»[13] по пьесе Ж. Сиблейрас, режиссёр Д. Казлаускас, Независимый театральный проект — Элен
- «Там же, тогда же»[14], по пьесе Бернарда Слэйда Same Time, Next Year, режиссёр — Мирослав Малич, Продюсерская компания «М-АРТ» — Дорис
- «Жизнь на бис»[15] по пьесе Ганны Слуцки, режиссёр — Яков Ломкин, Продюсерская компания «Театр&Партнёры»
- «Монолог женщины»[16] музыкально-поэтический спектакль Анны Якуниной
- 2024 — «Две дамочки в сторону севера»[17] по пьесе Пьера Нотта, режиссёр — Вадим Дубровицкий, La'Театр — Аннетта
- 2025 — «Ложь во спасение»[18] сценическая версия Глеба Панфилова по мотивам повести Алехандро Касоны, режиссёр — Ильдар Гилязов, ООО «Кулиса» — Бабушка

### Фильмография
- 1999 — Такие свободные бабочки (телеспектакль)
- 2003 — Огнеборцы — эпизод
- 2004 — Ва-банк (телеспектакль) — Глафира Фирсовна, тётка Юлии Павловны Тугиной, пожилая небогатая женщина
- 2004 — Виола Тараканова. В мире преступных страстей (фильм № 1 «Чёрт из табакерки») — Людмила
- 2004 — Ландыш серебристый 2 (серия № 2 «Кто к нам залетел?») — певица, участница дуэта «Звёздная пара»
- 2005 — Безумный день, или Женитьба Фигаро (телеспектакль) — Марселина
- 2005—2008 — Моя прекрасная няня (серия № 84 «Уж в музы невтерпёж» (2005), серия № 135 «Дом, милый дом» (2008)) — Элен, подруга певицы Непрухи / Вера, известная пианистка, жена генерала Бирюкова
- 2005—2013 — Кулагин и партнёры — эпизод
- 2007 — Личная жизнь доктора Селивановой — Кира Станиславовна Кочергина, гинеколог, коллега и подруга Елены Леонардовны Селивановой
- 2007 — Приключения солдата Ивана Чонкина — Афродита
- 2008 — Адвокат 5 (фильм № 12 «Старая любовь») — Александра
- 2008 — Виртуальная Алиса — Ирина
- 2008 — Две истории о любви — соседка Киры, мать Гоши
- 2009 — Мужчина в моей голове — Светлана Борисовна
- 2009 — Платина 2 — Эльвира
- 2009 — Холодное сердце — Лиза, жена Валерия
- 2010 — Банды — Елена Анатольевна Долгих, майор
- 2010 — Земский доктор (серия № 11) — Виктория, астролог
- 2010 — Москва. Центральный округ 3 (фильм № 13 «Вера и доверие») — Лариса
- 2010 — Наш домашний магазин — Елена, режиссёр
- 2010 — Погоня за тенью (серии № 1-3) — Василиса Давыдовна Ждан, следователь по особо важным делам
- 2010 — Приключения в Тридесятом царстве — Баба-яга
- 2011 — Ночной гость — Нина, подруга Татьяны
- 2012 — Белый мавр, или Интимные истории о моих соседях — Наталья, жена Андрея
- 2012 — В зоне риска (серии № 1-3) — Елена Демидова, сотрудник банка, жена Сергея
- 2012 — Склифосовский — Нина Дубровская, медицинский регистратор
- 2012—2013 — Склифосовский 2 — Нина Дубровская, медицинский регистратор
- 2013—2014 — Два отца и два сына — Вера Владимировна Тетерина, мать Виктора, бабушка Влада, бывшая жена Гурова
- 2013 — Королева бандитов — Валентина, тётя Натальи
- 2013 — Поцелуйте невесту — Елена Скорик
- 2013 — Время дочерей — Людмила, жена Ковтуна
- 2013 — Двойная жизнь — Светлана Воронкова, владелица бутика
- 2013 — Трое в Коми — Ангелина Великая, актриса, конкурентка Виктории
- 2014 — Сильнее судьбы — Елизавета
- 2014 — Умельцы — Анна Сергеевна, учительница Ирины
- 2014 — Человек-приманка — Серафима Глашатай, майор полиции
- 2014 — Женщины на грани (серия № 16 «Слепота к выбору») — Марина Анатольевна Волович, партнёр Сергея Хаустова по бизнесу[19]
- 2014 — Склифосовский 3 — Нина Дубровская, медицинский регистратор
- 2015 — Жена по совместительству — Анна Васильевна Львова, бизнес-леди, мать Игоря
- 2015 — Склифосовский 4 — Нина Дубровская, медицинский регистратор[9]
- 2015 — Год в Тоскане — Юлия, экономка
- 2015 — Весной расцветает любовь — Вера Соловьёва
- 2015 — Страна чудес — Галина, жена Валерия
- 2015 — Чужая милая — Вика Дмитриева, любовница Артура
- 2016 — Жемчуга — Зинаида Головина, бывшая «опекунша» Евгении Ладонежской, жена Александра, мать Виктора и Эли
- 2016 — Напарницы — Варвара Павловна, сотрудник архива
- 2016 — Василиса — Ольга Грекова
- 2017 — Склифосовский 5 — Нина Дубровская, медицинский регистратор
- 2017 — Позднее раскаяние — Ася, мать Ольги
- 2018 — Склифосовский 6 — Нина Дубровская, медицинский регистратор
- 2018 — Девочки не сдаются — Алла Сергеевна Крылова, бизнесвумен, владелица ресторана
- 2018 — Зинка-москвичка — Зинаида
- 2019 — Склифосовский 7 — Нина Дубровская, медицинский регистратор
- 2019 — Мама Маша — Мария
- 2019 — Ивановы-Ивановы (серия № 75) — Нина, дочь Зои Мироновны
- 2020 — Невеста комдива — Марина Сиротко, прапорщик, начальник столовой
- 2020 — Светлячок
- 2021 — Склифосовский 8 — Нина Дубровская, медицинский регистратор
- 2021 — Последний богатырь: Посланник тьмы — Главная кикимора
- 2022 — Склифосовский 9 — Нина Дубровская, медицинский регистратор, операционная медицинская сестра
- 2022 — День слепого Валентина — Мама Тани
- 2023 — Склифосовский 10 — Нина Дубровская, медицинский регистратор, операционная медицинская сестра
- 2023 — Счастье не за горами
- 2023 — Море. Солнце. Склифосовский — Нина Дубровская
- 2023 — Всем по 50 — Валентина
- 2023 — Ольга-5 — Екатерина Львовна Заевская, мать Льва
- 2024 — Склифосовский 11 — Нина Дубровская, медицинский регистратор, операционная медицинская сестра
- 2025 — Склифосовский 12 — Нина Дубровская, медицинский регистратор, операционная медицинская сестра

### Книги
- Якунина А. А. Мама, я буду артисткой. Благодаря и вопреки. — М. : Робинс, 2025. — 256 с. — 5000 экз. — ISBN 978-5-4366-1002-3.

## Награды

### Государственные награды Российской Федерации
- 2006 — почётное звание «Заслуженный артист Российской Федерации» — «за заслуги в области искусства»[20].
- 2022 — почётное звание «Народный артист Российской Федерации» — «за большие заслуги в развитии театрального и кинематографического искусства»[21].

### Общественные награды
- 2005 — лауреат российской театральной премии «Чайка» в номинации «Улыбка Ж» за лучшую комедийную роль — за роль Глафиры Фирсовны в спектакле «Ва-банк» по комедии Александра Островского «Последняя жертва» в постановке Марка Захарова на сцене Московского государственного театра «Ленком»[11].